# Série de billets de banque canadiens de 2018
La série de 2018 est la huitième et dernière série de billets de banque canadiens émise par la Banque du Canada. Cette série se présente pour la première fois sous forme de billets verticaux.
Le premier billet de la série, celui de 10 $ représente Viola Desmond, il est émis depuis le 19 novembre 2018.
Le rythme de la série est beaucoup plus lent, puisqu'en 2023, aucune autre valeur n'a encore été émise : un comité consultatif devant choisir le billet de 5 dollars parmi des personnalités emblématiques.